# Нистен, Жан Луи Никола
Жан Луи Никола Нистен (1844—1920) — бельгийский астроном.
В 1879 г. наблюдал красное пятно на Юпитере (мемуар «Tache rouge sur la planète Jupiter»). Написал статьи «Sur l’aspect physique des planètes Mars, Jupiter, Venus» (1881—1894). Построил особый гелиометр для наблюдений прохождения Венеры через диск Солнца. Известны ещё его работы о цвете двойных звёзд, о вращении планеты Венеры, мемуар «Des phénomènes physiques accompagnant les passages de Mercure».
В его честь назван кратер на Марсе.